# Victoria Na
Victoria Na (* 23. März 1991 in Carlton) ist eine australische Badmintonspielerin.

## Karriere
Victoria Na siegte 2011 bei den Ethiopia International und den Namibia International im Dameneinzel. Im gleichen Jahr war sie auch bei den Zimbabwe International im Mixed mit Luke Chong erfolgreich. Bei der Badminton-Ozeanienmeisterschaft 2012 gewann sie Bronze im Einzel. Durch die Einzelerfolge qualifizierte sie sich für die Olympischen Sommerspiele 2012.